# Germinal (nome)
Germinal  è un nome proprio di persona italiano maschile e femminile.

## Varianti
- Maschili: Germinale[1][2]
- Femminili: Germinale[2], Germinalina[1]

## Origine e diffusione

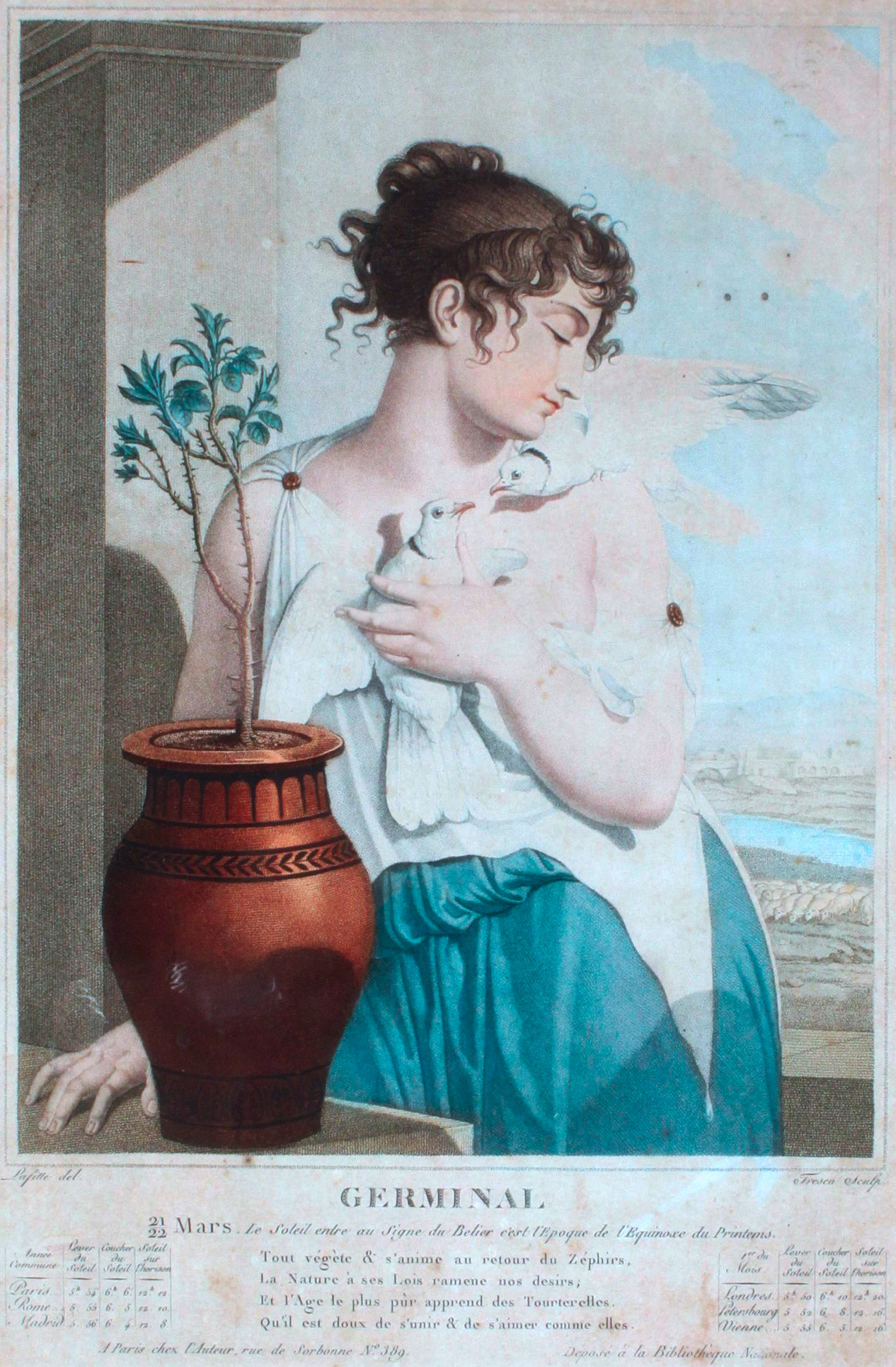
L'allegoria del mese di germinale in un'illustrazione di Louis Lafitte

Riprende il nome del settimo mese del calendario rivoluzionario francese, il Germinale; esso era tratto dal latino germinalis (da germen, "germoglio"), con il significato di "mese in cui germogliano le piante".
Il suo uso come nome proprio è di matrice ideologica, di stampo socialista e libertario: Émile Zola intitolò infatti Germinal il suo romanzo trattante la lotta della classe operaia contro lo sfruttamento, da cui furono anche tratti diversi film.
È diffuso principalmente in Toscana, e meno frequentemente nel resto dell'Italia centro-settentrionale; il suo utilizzo è però in rapido declino, ed è oggi piuttosto raro. Oltre che in italiano, è attestato anche in catalano e spagnolo.

## Onomastico
Il nome è adespota, ovvero non è portato da alcun santo. L'onomastico si può festeggiare il 1º novembre, giorno di Ognissanti.

## Persone
- Germinal Casado,  ballerino, coreografo e costumista spagnolo
- Germinal Cimarelli, operaio, antifascista e partigiano italiano
- Germinal Concordia, partigiano, anarchico e politico italiano
- Germinal Pierre Dandelin, matematico e militare belga
- Germinal Losio, calciatore svizzero